# 大平峻也
大平 峻也（おおひら しゅんや、1994年2月8日 - ）は日本の俳優、歌手。株式会社放映新社所属。所属レコード会社はビーイング。

## 来歴
物心がついた時には俳優を志しており、13歳の時に芸能活動を開始。2009年にはドラマ「本日も晴れ。異状なし」で俳優デビューを果たす。
2011年に上演されたミュージカル『テニスの王子様』以降は舞台を中心に活躍する。
2016年9月、オフィシャルファンクラブ「club shu shu」を発足。
歌手活動としては、ロードオブメジャーの松本賢一とのユニット「Shoe3s(仮)」として2016年よりライブ活動を実施していた。
2020年12月16日にはビーイングよりミニアルバム「はじまりの詩」で歌手デビュー。

## 人物
特技は、和太鼓・空手。
趣味は、音楽・楽器・テニス。
左利き。弟がいる。

## 出演

### 舞台
2011年
- ミュージカル・テニスの王子様2ndシーズンシリーズ - 加藤勝郎 役
  - 青学vs不動峰（1月、JCBホール 他）
  - 青学vs聖ルドルフ・山吹（4月、JCBホール 他）
  - 青学vs氷帝（7月、JCBホール 他）
  - DREAM LIVE 2011（11月、神戸ワールド記念ホール 他）
  - 青学vs六角（12月、日本青年館 他）

2012年
- ミュージカル・テニスの王子様2ndシーズンシリーズ- 加藤勝郎 役
  - 春の大運動会 2012（5月13日、有明コロシアム）
  - 青学vs立海（7月、JCBホール 他）
  - コンサート SEIGAKU Farewell Party（10月、TOKYO DOME CITY HALL）

2013年
- プレゼント◆5（4月、シアターサンモール） - サクヤ（緑川桜哉）/  裂耶 役
- プレゼント◆5 side：三日月 （8月7日 - 11日、青山円形劇場） - 不良B/ 緑川桜哉 役
- プレゼント◆5 -満月にリボンをかけて-（10月30日 - 11月10日、CBGKシブゲキ!!/ 11月16日・17日、テレピアホール） - サクヤ 役

2014年
- プレゼント◆5 -恋するオトコは眠れない-（4月16日 - 21日、紀伊國屋ホール） - サクヤ 役
- プレゼント◆5 -オレはぜったい悪くない！-（5月2日 - 6日、紀伊國屋サザンシアター） - サクヤ 役
- 人狼の王子様 2nd season（5月8日 - 11日、上野ストアハウス）
- 旦那er's High!!（6月4日 - 8日、シアターグリーンBOX in BOX） - 楠田育也 役
- トウキョウ演劇倶楽部プロデュース公演Vol.7「ブラックジャックによろしく〜がん患者編〜」（9月3日 - 8日、六行会ホール）
- EarthRise〜世界のはじまりに君に逢いにいく〜（10月1日 - 5日、六行会ホール） - ロキ 役
- オトメステージVol.2「擬人カレシ〜けもみみ大作戦!〜（12月10日 - 14日、新宿村LIVE） - ミカエル 役

2015年
- 神様のおしごと（2月27日 - 3月1日、俳優座劇場） - 雨虎 役
- 劇団たいしゅう小説家 Present's 「La・festa」 -人生のレシピ-（3月19日 - 22日、ブディストホール）
- Song Dreamers（5月8日 - 10日、上野ストアハウス）
- 六三四 第壱回本公演 「刀神姫抄 -TOUZINKISHO-」（6月18日 - 21日、新宿村LIVE） - 猿太 役
- チェンジオブワールド（7月15日 - 20日、上野ストアハウス） - 上野悠斗 役、吉岡龍司 役
- ミュージカル「刀剣乱舞」トライアル公演（10月30日 - 11月8日、AiiA 2.5 Theater Tokyo） - 今剣 役

2016年
- 舞台「カードファイト!! ヴァンガード 〜バーチャル・ステージ〜」（1月5日 - 11日、AiiA 2.5 Theater Tokyo） - 先導アイチ 役
- SOLID STARプロデュースVol.6「ヨビコー！！〜You be cool !〜」（3月2日 - 6日、六行会ホール）
- GRASP produce vol.4 舞台「龍狼伝 第二章」（4月6日 - 10日、シアター1010） - 天地志狼 役
- ミュージカル「刀剣乱舞」〜阿津賀志山異聞〜（5月27日 - 6月12日、AiiA 2.5 Theater Tokyo / 6月17日 - 19日、森ノ宮ピロティーホール / 6月23日 - 26日、京都劇場） - 今剣 役
- 音楽劇「金色のコルダ Blue♪Sky Prelude of 至誠館」（9月28日 - 10月2日、シアター1010） - 江波紫音 役

2017年
- ミュージカルしゃばけ（1月19日 - 29日、紀伊國屋サザンシアター） - 鈴彦姫 役
- 舞台「カードファイト!! ヴァンガード〜バーチャル・ステージ〜 リンクジョーカー編」（4月1日 - 9日、AiiA 2.5 Theater Tokyo）
- 厨病激発ボーイ（6月8日 - 18日、CBGKシブゲキ!!） - 野田大和 役
- B-PROJECT on STAGE 『OVER the WAVE!』（7月28日 - 8月6日、天王洲銀河劇場）- 不動明謙 役
- ミュージカル「刀剣乱舞」〜つはものどもがゆめのあと〜（11月4日 - 19日、2018年1月6日 - 30日、TOKYO DOME CITY HALL 他） - 今剣 役
- ミュージカル「刀剣乱舞」真剣乱舞祭2017（12月8日 - 24日） - 今剣 役

2018年
- ADKアーツコレクションvol.1 冬の四重奏〜4名の演出家によるオムニバス朗読劇〜「深海のカンパネルラ」（2月7日 - 11日、全労済ホール / スペース・ゼロ） - 小西成弥とのWキャスト
- B-PROJECT on STAGE 『OVER the WAVE!』 REMiX （2月22日 - 25日、AiiA 2.5 Theater Tokyo/3月1日 - 3日、 新神戸オリエンタル劇場）- 不動明謙 役
- 龍よ、狼と踊れ〜Dragon,Dancewith Wolves〜 〜草莽の死士〜（3月21日 - 4月1日、紀伊國屋サザンシアター TAKASHIMAYA） - 沖田総司 役
- mosaique season1 REAL‐LOVE File1「PRISM」（5月11日 - 14日、DDD AOYAMA CROSS THEATER） - ヒロイン・ホワイト 役 ※女優Sとして出演
- かくりよの宿飯（9月5日 - 9日、シアターサンモール / 9月13日 - 16日、西鉄ホール） - 銀次 役
- ミュージカル『刀剣乱舞』〜真剣乱舞祭2018〜（11月24日 - 12月16日、幕張メッセ国際展示場ホール 他）今剣 役

2019年
- ミュージカル封神演義-目覚めの刻-（1月13日 - 20日、EXシアター六本木）- 申公豹 役
- 春の修学旅行『妖怪! 百鬼夜高等学校』～一条通と付喪神～（2月27日 - 3月10日、新宿FACE / 3月23日 - 24日、京都劇場） - 化け猫 役
- SCHOOL STAGE 『ここはグリーン・ウッド』（7月19日 - 28日、天王洲 銀河劇場） - 如月瞬 役
- サザエさん（9月3日 - 17日、明治座 / 9月28日 - 10月13日、博多座）- タラオ 役

2021年
- 舞台「チョコレート戦争～a tale of the truth～」（1月16日・17日、メルパルク大阪 ホール / 1月23日 - 31日、シアター1010） - 土屋貴宏 役
- 青山オペレッタ THE STAGE ～ノーヴァ・ステラ／新しい星～（4月22日 - 25日、渋谷区文化総合センター大和田 さくらホール） - 矢地桐久 役
- 演劇調異譚「xxxHOLiC」（9月17日 - 26日、天王洲 銀河劇場 / 10月1日 - 3日、京都劇場）- 雨童女 役
- 青山オペレッタ THE STAGE ～ルーナ・ピエナ／満ちる月～（10月9日 - 12日、渋谷区文化総合センター大和田 さくらホール） - 矢地桐久 役 ※映像出演
- 『終末のワルキューレ』～The STAGE of Ragnarok～（11月27日 - 12月5日、こくみん共済coopホール/スペース・ゼロ）アダム 役
- 舞台「いい人間の教科書。」（12月22日 - 26日、新宿FACE）

2022年
- サザエさん（1月29日 - 2月13日、明治座 / 2月22日 - 27日、新歌舞伎座 / 3月3日 - 6日、博多座） - タラオ 役
- 朗読劇「世界から猫が消えたなら」（6月30日、シアター1010）- 猫（キャベツ）役
- 青山オペレッタ THE STAGE 2周年記念スペシャル・レヴューショー！（10月31日、シアター1010）- 矢地桐久 役
- 舞台「あいつが上手で下手が僕で2」（11月18日 - 24日、日本青年館ホール / 12月2日 - 4日、COOL JAPAN PARK OSAKA WWホール）- 狭間くらげ 役
- 笑う門には福来・る祭 明治座でどうな・る家康（2022年12月23日 - 26日、明治座 / 2023年1月8日、梅田芸術劇場 メインホール）- 井伊直政 役

2023年
- 舞台「モノノ怪～化猫～」（2月4日 - 15日、飛行船シアター）- 坂井伊行 役
- モルグ街の殺人～最初の探偵デュパンの物語～（2月22日、CBGKシブゲキ!!）- デュパン 役
- 演劇調異譚「xxxHOLiC」-續-（4月7日 - 16日、天王洲 銀河劇場）- 雨童女 役
- 舞台「ボクノロワイヤル～髪の毛同士の戦闘絵巻～」（6月7日 - 12日、CBGKシブゲキ!!）- モミノカミ 役
- 舞台「大正浪漫探偵譚 -エデンの歌姫-」（7月5日 - 12日、草月ホール）
- ミュージカル『刀剣乱舞』すえひろがり 乱舞野外祭（9月17日 - 24日、富士急ハイランド・コニファーフォレスト）- 今剣 役
- 青山オペレッタ THE STAGE 第5弾（10月4日 - 8日、シアター1010）- 矢地桐久 役

2024年
- SaGa THE STAGE～再生の絆～（2月22日 - 25日、サンシャイン劇場 / 2月29日 - 3月3日、サンケイホールブリーゼ）
- 舞台「モノノ怪〜座敷童子〜」（3月21日 - 24日、IMM THEATER / 3月29日 - 31日、COOL JAPAN PARK OSAKA WWホール / 4月4日 - 7日、IMM THEATER） - 少年徳次 役
- 舞台「あいつが上手で下手が僕で」-決戦前夜篇-（5月3日 - 12日、IMM THEATER / 5月18日・19日、サンケイホールブリーゼ） - 狭間くらげ 役
- 舞台「ビューティフル・サンデイ」（7月25日 - 8月4日、六本木トリコロールシアター）

2025年
- 演劇調異譚「xxxHOLiC」-續・再-（1月24日 - 2月9日、シアターH / 2月14日 - 16日、SkyシアターMBS） - 雨童女 役
- ミュージカル「ロミオの青い空」〜誓い〜（5月2日 - 11日、天王洲 銀河劇場） - ミカエル 役
- ミュージカル「刀剣乱舞」目出度歌誉花舞 十周年祝賀祭（7月29日・30日、東京ドーム） - 今剣 役
- 舞台「ぼくらの七日間戦争2025」（8月24日 - 11月9日〈予定〉、東京建物 Brillia HALL 他） - 佐⽵哲郎 役
- ハイセンスA3-D 朗読演劇「図書委員界」（10月10日 - 13日〈予定〉、CBGKシブゲキ!!） - ユメカワ 役
- Casual Meets Shakespeare「ヴェニスの商人 CS」（11月1日 - 9日〈予定〉、IMAホール）

### テレビドラマ
- 介助犬ムサシ〜学校へ行こう!〜（2007年4月、フジテレビ） - 2年3組の生徒 役
- RHプラス（2008年、テレビ東京） - 13歳の道隆 役
- 本日も晴れ。異状なし（2009年1月、TBS） - 中学時代の照屋光生 役
- ミラクルシャッター 第5話（2009年、NHK） - 佐藤英樹 役
- ごめんね青春!（2014年、TBS）
- お迎えデス。 第3話（2016年、日本テレビ）
- 就活家族〜きっと、うまくいく〜第1話（2017年、テレビ朝日）
- Q&A（2018年、テレビ朝日） - ＆ 役[53]
- 妖怪! 百鬼夜高等学校 （2018年10月18日 - 12月28日、BS日テレ）- 化け猫 役[54]
- チョコレート戦争〜朝に道を聞かば夕べに死すとも可なり〜（2020年、テレビ神奈川） - 土屋貴宏 役[55]
- イケメン共よ メシを喰え 第3話（2022年7月24日、テレビ大阪・BSテレビ東京） - ユズキ 役[56]
- あいつが上手で下手が僕で シーズン2（2023年4月26日 - 6月14日、日本テレビ） - 狭間くらげ 役[57][58]
  - あいつが上手で下手が僕で -巡巡決勝篇-（2024年7月19日 - 9月6日、日本テレビ）[59]

### 映画
- 必死剣 鳥刺し（2010年） - 小姓 役
- 渇き。（2014年） - 不良 役
- ソングドリーマーズ☆（2016年） - 日吉孝太郎 役
- Sea Opening（2017年） - 岡野達也 役[60]

### テレビアニメ
- クリオネの灯り（2017年） - タカシ/碧井方 役[61]
- おにゃんこポン（2017年） - ウーパールーパー 役[62]
- aiseki MOGOL GIRL（2017年） - シュウ 役[63]

### ドラマCD
- あやかしコンビニエンス（2017年） - 飛脚狐 役[64]

### CM
- 人喰いの大鷲トリコ あるゲーム店の場合篇
- モンスターストライク
- SEGA「レッツ タップ」

### ラジオ
※はインターネット配信。
- 2.5次元男子放送部（2017年6月16日・23日、TS PLAY※）パーソナリティ
- クリオネの灯り〜男子たちの放課後〜（2017年7月2日 - 10月29日、1314 V-STATION・HiBiKi Radio Station※）パーソナリティ[65][66]
- ～大平峻也の俺だって○○男子!～（2019年1月31日 - 2019年2月23日、マンガPark※）パーソナリティ
- 大平峻也の「全4回放送聴いてくれなくても」（2021年5月29日 - 6月19日、AuDee）[67]

### MV
- ROOKiEZ is PUNK’D「ever since」[68]

### イベント
- DVD発売記念ミニライブ＆握手会『プレゼント◆タイム〜ファーストサンストリートライブ・三日月もいるよ♪〜』（2013年7月13日、東京 サンストリート マーケット広場）[69][70]
- 桐朋祭2013『プレゼント◆5学園祭LIVE！』（2013年9月15日、桐朋学園芸術短期大学）
- 『プレゼント◆タイム 〜僕たちのクリスマスパーティーへようこそ〜』（2013年12月21日・22日、博品館劇場）（構成・演出富田昌則） - サクヤ 役
- TCGのへや特別版「人狼のへや」（2015年7月24日、新宿文化センター）

### その他
- VP 内閣府「再び歩む」〜犯罪被害者になるということ〜 - 主演 慎太郎役
- LINE着せかえ『大平峻也』（2017年）[71]

## 書籍
- 大平峻也 1st 写真集 Ange et Démon 〜天使と悪魔〜（2017年11月26日）
- 大平峻也 Anniversary 写真集 ノルマンディ編「Mon chouchou モンシュシュ〜愛しい人〜」（2018年2月8日）

## Live
- 『1st Premier LIVE 〜はじまりの詩〜』　（2021年4月3日　渋谷DIVE）

## Shoe3s（仮）
Shoe3s（仮）は俳優の大平峻也とロードオブメジャーの松本賢一との音楽ユニット。大平はボーカルを担当。2016年よりライブを中心に活動開始。2018年のファイナルライブをもって活動休止となる。